# Javier Aponte Dalmau
Javier Aponte Dalmau es un político, abogado y profesor puertorriqueño que actualmente se desempeña como senador por el distrito de Carolina. Es miembro del Partido Popular Democrático y sirve como el portavoz de este partido en el Senado. Previo a ser miembro del senado fue representante por el distrito 38 del 2013 al 2021. Es hijo del exalcalde de Carolina, Don José Aponte de la Torre y hermano del actual alcalde José Carlos Aponte Dalmau. 

## Educación
En 1994 completó un bachillerato en finanzas en la Facultad de Administración de Empresas de la Universidad de Puerto Rico, Recinto de Río Piedras. Luego realizó una maestría en Finanzas en la Facultad de Administración de Empresas de la Universidad Interamericana de Puerto Rico. En 2001 se graduó con un grado de juris doctor de la Pontificia Universidad Católica de Puerto Rico.

## Carrera profesional
Su carrera profesional comenzó como Oficial de Inversiones en el Departamento de Inversiones Institucional, donde trabajó hasta 1997. Posteriormente, fungió como asesor financiero de la compañía «Marland Industrial» y luego trabajó en el Bufete Ortíz Álvarez como oficial jurídico. Ocupó varios cargos en el ámbito público desde el 2002 hasta su postulación como candidato en 2012. 

## Carrera política
En las Elecciones generales de Puerto Rico de 2012 fue electo representante por el distrito 38, cual cubre parte de los municipios de Carolina, Canóvanas y Trujillo Alto, venciendo al representante en el cargo, Eric Correa. A pesar del Partido Popular Democrático sufrir grandes pérdidas en las elecciones generales de 2016, Aponte Dalmau logró ser reelecto a su escaño. En las elecciones de 2020 presentó su candidatura a senador por el distrito de Carolina. A pesar de que el Partido Nuevo Progresista fue generalmente favorecido en este distrito, Aponte Dalmau fue electo con el mayor número de votos entre los candidatos.

## Representante
Durante su primer periodo en la Cámara (2013-2017) integró y presidió las Comisiones de Pequeños y Medianos Negocios, Comercio, Industria y Telecomunicaciones y Desarrollo Económico y Planificación. En su segundo término integró las Comisiones de Hacienda, Vivienda, Asuntos del Consumidor y la Comisión Conjunta de APP's. Algunos de los proyectos de ley que promovió fueron la Ley de Pequeños y Medianos Comerciantes, la Ley de Energía y legislación sobre telecomunicaciones.

## Senador
El 2 de enero de 2021 juramenta como senador en el Capitolio. Luego en ese mismo mes fue electo portavoz de la mayoría por los miembros de su partido. 